# Недес Паоло
Паоло Недес (італ. Paolo Nedes; нар. 27 березня 2003) — український футболіст італійського походження, захисник.

## Життєпис
У ДЮФЛУ виступав за «Маріуполь» та «Шахтар» (Донецьк). На початку серпня 2019 року переведений до юнацької команди донецького складу, а 9 квітня 2021 року дебютував вже в складі молодіжної команди «гірників».
У середині лютого 2021 року перейшов до «Маріуполя», де спочатку виступав за юнацьку команду клубу. У футболці дорослої команди «приазовців» дебютував 18 вересня 2021 року в програному (0:5) домашньому поєдинку 8-го туру Прем'єр-ліги України проти донецького «Шахтаря». Паоло вийшов на поле в стартовому складі та відіграв увесь матч.
У 2025 році підписав контракт з футбольним клубом «СКА» з окупованого росіянами Донецька.